# Dean Tavoularis
Dean Tavoularis (grec: Κωνσταντίνος Ταβουλάρης)  (Lowell, 18 de maig de 1932) és un escenògraf i dissenyador de producció cinematogràfica nord-americà el treball del qual ha definit algunes de les pel·lícules més rellevants de la segona meitat del segle xx, com ara The Godfather, Apocalypse Now, The Brink's Job, One from the Heart i Bonnie and Clyde.

## Biografia
Tot i que nascut a Lowell, Massachusetts, de pares immigrants grecs, Tavoularis va passar tota la seva infància i adolescència a Los Angeles, a l'ombra dels estudis de Hollywood.
Va estudiar arquitectura i pintura a diferents escoles d'art i va aconseguir una feina als Disney Studios, primer com a intermediari al departament d'animació i més tard com a visualitzador de guions (storyboard). El 1967 Arthur Penn el va fitxar per fer-se càrrec de la direcció artística de Bonnie i Clyde. Tres anys més tard, Penn el va tornar a trucar per dissenyar Little Big Man.
Però va ser el seu treball amb Francis Ford Coppola el 1972 a El Padrí el que va marcar el to creatiu de la seva carrera i la seva fama. The Godfather Part II i The Conversation, l'any 1974, van consolidar la seva col·laboració, i van obrir el camí per al que havia de ser el seu repte creatiu conjunt: Apocalypse Now, la pel·lícula per a la qual Tavoularis va crear un regne de la selva de malson, inspirada en Angkor Wat. També va ser al plató d'Apocalypse Now que va conèixer la seva futura esposa, l'actriu francesa Aurore Clément. El rol de Clément va ser inicialment retallat de la primera versió del film, i només es va restaurar a la versió Apocalypse Now Redux del 2001.
Des del 1967 fins al 2001, va treballar en més de trenta pel·lícules i va aconseguir cinc nominacions a l'Oscar a la millor direcció artística, una de les quals va guanyar per The Godfather Part II. Per al film de 1982 One from the Heart va recrear de manera idealitzada tant el 'strip' de Las Vegas com l'aeroport internacional McCarran als escenaris de so dels Zoetrope Studios, marcant el to de la pel·lícula.
La llista de directors amb qui ha treballat també inclou Michelangelo Antonioni (Zabriskie Point, 1970), Wim Wenders (Hammett, 1982), Warren Beatty (Bulworth, 1998) i Roman Polanski (The Ninth Gate, 1999).